# サン・ジェルマーノ・デイ・ベーリチ
サン・ジェルマーノ・デイ・ベーリチ（伊: San Germano dei Berici）は、イタリア共和国ヴェネト州ヴィチェンツァ県ヴァル・リオーナに属する分離集落（フラツィオーネ）。
かつては独立したコムーネであったが、2017年2月17日にグランコーナと合併して新自治体の一部となった。

## 地理

### 位置・広がり

#### 隣接コムーネ
コムーネとしてのサン・ジェルマーノ・デイ・ベーリチは、以下のコムーネと隣接していた。
- アロンテ
- グランコーナ
- ロニーゴ
- オルジャーノ
- ソッサーノ
- ヴィッラーガ